# Helina unipunctata
Helina unipunctata este o specie de muște din genul Helina, familia Muscidae, descrisă de Zielke în anul 1970. Conform Catalogue of Life specia Helina unipunctata nu are subspecii cunoscute.